# Andrușciîne, Velîka Bahacika
Andrușciîne (în ucraineană Андрущине) este un sat în comuna Rokîta din raionul Velîka Bahacika, regiunea Poltava, Ucraina.

## Demografie
Componența lingvistică a localității Andrușciîne
     Ucraineană (100%)
Conform recensământului din 2001, toată populația localității Andrușciîne era vorbitoare de ucraineană (100%).